# Homel
Homel (hviderussisk: Го́мель, tr. Homel) er den næststørste by i Hviderusland med 527.172(2015) indbyggere. Byen er det administrative center i Homel voblast og ligger i den sydøstlige del af Hviderusland nær grænsen til Ukraine og Tjernobyl-atomkraftværket.
Homel omtales i historiske kilder i første halvdel af 1100-tallet, men tidspunktet for byens grundlæggelse er ikke kendt.